# William Hartston
William Roland Hartston foi um jogador de xadrez da Alemanha, com diversas participações nas Olimpíadas de xadrez. Hartston participou das edições de 1966, 1970, 1972, 1974, 1976 e 1978 a medalha de ouro em 1970 no terceiro tabuleiro e bronze em 1972 no segundo tabuleiro. Na edição de 1976 conquistou a prata por equipes no terceiro tabuleiro com a equipe da Inglaterra.